# Dinaphorura
Dinaphorura är ett släkte av urinsekter. Dinaphorura ingår i familjen Tullbergiidae.
Kladogram enligt Catalogue of Life:
| Dinaphorura | \| \| Dinaphorura laterospina \| \| \| \| \| \| Dinaphorura novaezealandeae \| \| \| \| |
|             | \| \| Dinaphorura laterospina \| \| \| \| \| \| Dinaphorura novaezealandeae \| \| \| \| |
|             | Prabhergia                                                                              |
|             |                                                                                         |
|             | Tullbergia                                                                              |
|             |                                                                                         |
|             | Dinaphorura laterospina                                                                 |
|             |                                                                                         |
|             | Dinaphorura novaezealandeae                                                             |
|             |                                                                                         |

|  | Dinaphorura laterospina     |
|  |                             |
|  | Dinaphorura novaezealandeae |
|  |                             |